# Hans Ausloos
Vous pouvez aider à l'améliorer ou bien discuter des problèmes sur sa page de discussion.
- Il ne cite pas suffisamment ses sources. Vous pouvez indiquer les passages à sourcer avec {{référence nécessaire}} ou {{Référence souhaitée}}, et inclure les références utiles en les liant aux notes de bas de page. (Marqué depuis novembre 2024)
- Certaines informations devraient être mieux reliées aux sources mentionnées dans la bibliographie ou les liens externes. Améliorez sa vérifiabilité en les associant par des références. (Marqué depuis novembre 2024)
- La traduction doit être revue. Le contenu est difficilement compréhensible à cause d’erreurs de traduction, peut-être dues à l’utilisation d’un logiciel de traduction automatique. (Marqué depuis octobre 2024)
- Il est orphelin : moins de trois articles lui sont liés. Aidez à ajouter des liens en plaçant le code [[Hans Ausloos]] dans les articles relatifs au sujet. (Marqué depuis octobre 2024)

- Archive Wikiwix
- Bing
- Cairn
- DuckDuckGo
- E. Universalis
- Gallica
- Google
- G. Books
- G. News
- G. Scholar
- Persée
- Qwant
- (zh) Baidu
- (ru) Yandex
- (wd) trouver des œuvres sur Wikidata

Hans Ausloos, né à Tirlemont le 15 avril 1969, est un bibliste et un théologien belge.

## Biographie
Hans Ausloos est né à Tirlemont le 15 avril 1969.
Ausloos a suivi les humanités gréco-latines au Collège Notre-Dame à Tirlemont (1980-1986). À la Katholieke Universiteit Leuven (KU Leuven), il a obtenu une licence en sciences religieuses (1990), ainsi qu’un baccalauréat (STB; 1990) et une licence canoniques (STL ; 1992) en théologie. En 1997, sous la direction du professeur Marc Vervenne, il a soutenu sa thèse de doctorat en théologie (PhD/STD) avec une thèse sur la rédaction deutéronomique des livres de la Genèse aux Nombres. Il a été Aspirant (1993-1997) et chercheur postdoctoral (1997-2008) du Fonds voor Wetenschappelijk Onderzoek - Vlaanderen (FWO-V).
En 2003, il a été nommé professeur d'études bibliques à la Faculté de théologie et de sciences religieuses de la KU Leuven. En 2010, il quitte la KU Leuven et devient professeur de recherche à la Faculté de Théologie et d’étude des religions de l'Université catholique de Louvain à Louvain-la-Neuve en tant que Chercheur Qualifié (2010-2018), Maître de recherches (2018-2022) et Directeur de recherches (2022 à aujourd’hui) du Fonds de la Recherche Scientifique (F.R.S.-FNRS). Il y a fondé le groupe de recherche Études de la Septante et Critique Textuelle au sein de l'institut de recherche Religions, Spiritualités, Cultures, Sociétés (RSCS), dont il est le directeur. Ses travaux scientifiques portent principalement sur l'étude des origines et de la transmission textuelle de l'Ancien Testament, sujet sur lequel il a publié de nombreux ouvrages et revues.
En 2016, il devient rédacteur en chef de Oudtestamentische Studien/Old Testament Studies (publié chez Brill). Il est également membre du comité de rédaction de Acta Theologica, Acta Theologica Supplementa, Religio, Ezra, Studia Semitica Neerlandica, Supplements to the Textual History of the Bible et Forma Breve. Revista de literatura. Il est et a été membre du Collège des Allumni de l’Académie royale des sciences, des lettres et des beaux-arts de Belgique (2010 à aujourd'hui), du Comité exécutif de l’International Organization for Septuagint and Cognate Studies (2010-2021), et du Conseil consultatif du Centro de Investigação em Théologia e Estudios de Religião (CITER) de l’Université catholique portugaise (Portugal), ainsi que Président de Het Oudtestamentisch Werkgezelschap in Nederland en België (OTW) (2020-2022). Depuis 1996, il est membre du comité directeur de la Vlaamse Bijbelstichting. Depuis 2009, il enseigne à la Davidsfonds Academie et accompagne des voyages organisés par Davidsfonds Cultuurreizen,.
Hans Ausloos est marié à Bénédicte Lemmelijn (nl).

## Publications (sélection)
(octobre 2024).
- Avec Bénédicte Lemmelijn (éds), Die Theologie der Septuaginta – Theology of the Septuagint (Handbuch zur Septuaginta – Handbook of the Septuagint, 5), Gütersloh : Gütersloher Verlaghaus, 2020  (ISBN 978-3-579-08103-8)
- Geweld – God – Bijbel, Averbode : Averbode – Érasme, 2019  (ISBN 978-2-8081-0788-4)
- avec Didier Luciani (éds) : Temporalité et intrigue. Hommage à André Wénin (Bibliotheca Ephemeridum Theologicarum Lovaniensium, 296), Leuven – Paris – Bristol, CT : Peeters, 2018  (ISBN 978-90-429-3653-9)
- avec Bénédicte Lemmelijn : La Bible et la vie. Réponses bibliques aux questions d’aujourd'hui (Le livre et le rouleau, 48), Namur – Paris : Lessius, 2016  (ISBN 978-2-87299-290-4)
- The Deuteronomist’s History. The Role of the Deuteronomist in Historical-Critical Research into Genesis–Numbers (Old Testament Studies, 67), Leiden – Boston : Brill, 2015  (ISBN 978-9-00-429676-3) – en 2016, prix Mgr Joseph Coppens de l’Académie royale flamande de Belgique des sciences et des arts
- avec Henri Derroitte et Dominique Jacquemin (éds) : Fragilités, handicaps, capacitation et théologie. De l’importance de penser ces questions en théologie (Études de théologie et d’éthique, 8), Münster : Lit Verlag, 2015  (ISBN 978-3-643-90582-6)
- avec Bénédicte Lemmelijn (éds) : A Pillar of Cloud to Guide. Text-Critical, Redactional, and Linguistic Perspectives on the Old Testament in Honour of Marc Vervenne (Bibliotheca Ephemeridum Theologicarum Lovaniensium, 269), Leuven – Paris – Walpole, MA : Peeters, 2014  (ISBN 978-90-429-3084-1)
- avec Bénédicte Lemmelijn et Julio Trebolle Barrera (éds), After Qumran: Old and Modern Editions of the Biblical Texts – The Historical Books (Bibliotheca Ephemeridum Theologicarum Lovaniensium, 246), Leuven – Paris – Walpole, MA : Peeters, 2012  (ISBN 978-90-429-2573-1)
- avec Ignace Bossuyt (éds) : In den beginne... De ‘schepping’ in beeld, woord en klank, Leuven – Deb Haag : Acco, 2011  (ISBN 978-90-334-8232-8)
- avec Bénédicte Lemmelijn, The Book of Life. Biblical Answers to Existential Questions (Louvain Theological and Pastoral Monographs, 41), Leuven – Paris – Walpole, MA : Peeters; Grand Rapids, MI – Cambridge : William B. Eerdmans, 2010  (ISBN 978-90-429-2296-9)
- avec Ignace Bossuyt (éds), Job tussen leven en lijden. In beeld, woord en klank, Leuven – Den Haag : Acco, 2010  (ISBN 978-90-334-7631-0)
- Een geest van wijsheid en inzicht. Koning Salomo en het Oude Testament (Averbodes Bijbelgidsen), Averbode : Altiora Averbode, 2009  (ISBN 978-90-317-2818-3)
- avec Johann Cook, Florentino García Martínez, Bénédicte Lemmelijn et Marc Vervenne (éds), Translating a Translation. The LXX and its Modern Translations in the Context of Early Judaism (Bibliotheca Ephemeridum Theologicarum Lovaniensium, 213), Leuven – Paris – Dudley, MA : Peeters, 2008  (ISBN 978-90-429-2038-5)
- avec Bénédicte Lemmelijn et Marc Vervenne (éds), Florilegium Lovaniense. Studies in Septuagint and Textual Criticism in Honour of Florentino García Martínez (Bibliotheca Ephemeridum Theologicarum Lovaniensium, 224), Leuven - Paris - Dudley, MA : Peeters, 2008  (ISBN 978-90-429-2155-9)
- avec Ignace Bossuyt (éds), Hooglied. Bijbelse liefde in beeld, woord en klank, Leuven – Voorburg : Acco, 2008  (ISBN 978-90-334-6895-7)
- avec Bénédicte Lemmelijn (éds), Bijbelse Wijsheid aan het woord, Leuven – Voorburg : Acco, 2007  (ISBN 978-90-334-6636-6)
- Oud maar niet verouderd. Een inleiding tot de studie van het Oude Testament, Leuven – Voorburg : Acco, 2006 ; 2010 ; 2014; 2020  (ISBN 90-3346255-9)
- avec Bénédicte Lemmelijn (éds), De bijbel: een (g)oude(n) gids. Bijbelse antwoorden op menselijke vragen, Leuven – Voorburg : Acco, 2005 ; 2006 ; 2009 ; 2012 ; 2013 ; 2017  (ISBN 90-334-5955-8)
- (éd) Jeremia. Profeet tussen hoop en wanhoop, Leuven – Leusden : Acco, 2002  (ISBN 90-334-5136-0)